# Факултет за екологију и заштиту животне средине Универзитета Унион — Никола Тесла
Факултет за екологију и заштиту животне средине један је од приватних факултета у Београду. Налази се у улици Цара Душана 62–64.

## Историјат
Факултет за екологију и заштиту животне средине Београд ради у склопу приватног Универзитета Унион — Никола Тесла, основан је 2011. године. Садржи студије из области природних наука на нивоима основних, мастер и докторских академских студија. Сви програми су усклађени са Болоњском декларацијом. Основне академске студије садрже смер Заштита животне средине након чега студенти добијају звање Дипломирани аналитичар заштите животне средине. Мастер студије садрже два програма Инжењерство заштите животне средине и Заштита животне средине након чега студенти добијају звање Мастер инжењер заштите животне средине и Мастер аналитичар заштите животне средине. Докторске студије садрже смер Заштита животне средине након чега студенти добијају звање Доктора наука – науке о заштити животне средине.